# Georg Blanchart

Georg Blanchart als Corpsstudent im Sommersemester 1895

Fritz Louis Georg Blanchart (* 15. Februar 1874 in Erfurt; † 17. März 1940 in Köln) war ein deutscher Industriemanager und langjähriger Direktor des Deutschen Gußrohrverbandes GmbH in Köln.

## Leben
Georg Blanchart begann im Wintersemester 1892/93 an der Technischen Hochschule Berlin-Charlottenburg das Studium des Maschinenbaus. Im gleichen Semester schloss er sich dem Corps Saxonia-Berlin an. Ohne Diplom-Abschluss – im Studienjahr 1901/02 hatte er lediglich die Vorprüfung erfolgreich abgelegt - verließ er alsbald nach der Vorprüfung die Hochschule und wechselte in die Industrie. In den ersten beiden Berufsjahren, 1902 bis 1903, sammelte er erste praktische Erfahrungen im Röhrenwalzwerk Hahn in Oldenburg. Von 1904 an war er für drei Jahre Betriebsleiter der Hannoverschen Eisengießerei AG in Anderten, bevor er eine Betriebsleiterstellung bei der Eisengießerei J. F. Weule in Bockenem am Harz antrat.
1908 wurde er zunächst technischer Berater im Deutschen Gußrohrverband GmbH in Köln. 1910 erhielt er Prokura. 1914 wurde er zum stellvertretenden Geschäftsführer berufen. Am Ersten Weltkrieg nahm er als Hauptmann teil. Nach der Rückkehr aus dem Krieg wurde er im Jahre 1919 zum Direktor des Deutschen Gußrohrbandes berufen, dessen Leitung er bis zu seinem Tode innehatte.
Georg Blanchart war ein Cousin des Agrikulturchemikers Franz Honcamp. 1935 wurde er zum ersten und bisher einzigen Ehrenburschen des Corps Saxonia-Berlin ernannt.
1910 heiratete Blanchart in Düsseldorf Friederike Gronemann. Er verstarb im Alter von 66 Jahren an Krebs in einem Kölner Krankenhaus.